# 格氏波魚
格氏波魚（学名：Rasbora gerlachi）為輻鰭魚綱鯉形目鯉科波魚屬的一個種，該物種於1928年由Ernst Ahl描述及命名，主要分布於非洲喀麥隆，棲息在淡水水域，可做為食用魚。